# Élections régionales de 1994 en Thuringe
Les élections régionales de 1994 en Thuringe (en allemand : Landtagswahl in Thüringen 1994) se tiennent le 16 octobre 1994, afin d'élire les 88 députés de la 2e législature du Landtag, pour un mandat de cinq ans.
Le scrutin est marqué par la victoire de la CDU, qui confirme sa majorité relative. Bernhard Vogel assure son maintien au pouvoir après avoir formé une « grande coalition ».

## Contexte
Aux élections régionales du 14 octobre 1990, la CDU du préfet du district d'Erfurt Josef Duchač devient la première force politique de la Thuringe avec 45,4 % des voix et 44 députés sur 89. Ratant d'un siège la majorité absolue, elle devance très largement le SPD, emmené par le président du groupe parlementaire au Landtag de Rhénanie-du-Nord-Westphalie Friedhelm Farthmann, qui se contente de 22,8 % des suffrages exprimés et 21 élus.
Le PDS, issu de l'ex-parti unique est-allemand (SED), prend de justesse la troisième place avec 9,7 % des voix et neuf parlementaires, soit autant que le FDP qui totalise 9,3 % des suffrages. Enfin, l'alliance entre les mouvements civiques et les Grünen s'adjuge les six sièges restant en réunissant 7,2 % des exprimés.
Duchač est alors investi ministre-président à la tête d'une « coalition noire-jaune » dans laquelle le ministre libéral de la Science Ulrich Fickel est vice-ministre-président. De son côté, Farthmann ne prend pas possession de son mandat et conserve ses fonctions à Düsseldorf.
Le 23 janvier 1992, Josef Duchač annonce sa démission après avoir été accusé de collaboration avec la police politique de RDA (Stasi). Il est remplacé le 5 février par l'ancien ministre-président de Rhénanie-Palatinat Bernhard Vogel. Après Kurt Biedenkopf et Werner Münch, il est le troisième ouest-allemand à prendre la direction d'un « nouveau Land ».

## Mode de scrutin
Le Landtag est constitué de 88 députés (en allemand : Mitglied des Landtags, MdL), élus pour une législature de cinq ans au suffrage universel direct et suivant le scrutin proportionnel de Hare.
Chaque électeur dispose de deux voix : la première (en allemand : Wahlkreisstimme) lui permet de voter pour un candidat de sa circonscription selon les modalités du scrutin uninominal majoritaire à un tour, le Land comptant un total de 44 circonscriptions ; la seconde voix (en allemand : Landesstimme) lui permet de voter en faveur d'une liste de candidats présentée par un parti au niveau du Land.
Lors du dépouillement, l'intégralité des 88 sièges est répartie à la proportionnelle sur la base des secondes voix uniquement, à condition qu'un parti ait remporté 5 % des voix au niveau du Land. Si un parti a remporté des mandats au scrutin uninominal, ses sièges sont d'abord pourvus par ceux-ci.
Dans le cas où un parti obtient plus de mandats au scrutin uninominal que la proportionnelle ne lui en attribue, la taille du Landtag est augmentée afin de rétablir la proportionnalité.

## Campagne

### Principaux partis
| Parti | Parti                                                                              | Chef de file                        | Résultat de 1990           |
| ----- | ---------------------------------------------------------------------------------- | ----------------------------------- | -------------------------- |
|       | Union chrétienne-démocrate d'Allemagne Christlich Demokratische Union Deutschlands | Bernhard Vogel (Ministre-président) | 45,4 % des voix 44 députés |
|       | Parti social-démocrate d'Allemagne Sozialdemokratische Partei Deutschlands         | Gerd Schuchardt                     | 22,8 % des voix 21 députés |
|       | Parti du socialisme démocratique Partei des Demokratischen Sozialismus             | Gabriele Zimmer                     | 9,7 % des voix 9 députés   |
|       | Parti libéral-démocrate Freie Demokratische Partei                                 | Andreas Kniepert                    | 9,3 % des voix 9 députés   |
|       | Alliance 90 / Les Verts Bündnis90/Die Grünen                                       | Christine Grabe                     | 7,2 % des voix 6 députés   |

## Résultats

### Voix et sièges
|                                   | Union chrétienne-démocrate d'Allemagne (CDU) | Union chrétienne-démocrate d'Allemagne (CDU) | 598 880   | 42,32 | 42        | 2             | 605 608   | 42,60 | 0  | 42 | 2             |  |  |  |  |  |
|                                   | Parti social-démocrate d'Allemagne (SPD)     | Parti social-démocrate d'Allemagne (SPD)     | 436 039   | 30,82 | 2         | 2             | 420 236   | 29,56 | 27 | 29 | 8             |  |  |  |  |  |
|                                   | Parti du socialisme démocratique (PDS)       | Parti du socialisme démocratique (PDS)       | 233 497   | 16,50 | 0         | en stagnation | 235 556   | 16,57 | 17 | 17 | 8             |  |  |  |  |  |
|                                   | Alliance 90 / Les Verts (Grünen)             | Alliance 90 / Les Verts (Grünen)             | 80 180    | 5,67  | 0         | en stagnation | 64 041    | 4,50  | 0  | 0  | 6             |  |  |  |  |  |
|                                   | Parti libéral-démocrate (FDP)                | Parti libéral-démocrate (FDP)                | 52 704    | 3,72  | 0         | en stagnation | 45 651    | 3,21  | 0  | 0  | 9             |  |  |  |  |  |
|                                   | Les Républicains (REP)                       | Les Républicains (REP)                       | 7 252     | 0,51  | 0         | en stagnation | 18 298    | 1,29  | 0  | 0  | en stagnation |  |  |  |  |  |
|                                   | Autres                                       | Autres                                       | 6 446     | 0,46  | 0         | en stagnation | 32 358    | 2,28  | 0  | 0  | en stagnation |  |  |  |  |  |
|                                   |                                              |                                              |           |       |           |               |           |       |    |    |               |  |  |  |  |  |
| Votes valides                     | Votes valides                                | Votes valides                                | 1 414 998 | 96,84 |           |               | 1 421 748 | 97,31 |    |    |               |  |  |  |  |  |
| Votes blancs et nuls              | Votes blancs et nuls                         | Votes blancs et nuls                         | 46 120    | 3,16  | 39 370    | 2,69          |           |       |    |    |               |  |  |  |  |  |
| Total                             | Total                                        | Total                                        | 1 461 118 | 100   | 44        | en stagnation | 1 461 118 | 100   | 44 | 88 | 1             |  |  |  |  |  |
| Abstentions                       | Abstentions                                  | Abstentions                                  | 491 833   | 25,18 |           |               | 491 833   | 25,18 |    |    |               |  |  |  |  |  |
| Nombre d'inscrits / participation | Nombre d'inscrits / participation            | Nombre d'inscrits / participation            | 1 952 951 | 74,82 | 1 952 951 | 74,82         |           |       |    |    |               |  |  |  |  |  |